# Митчелл, Уэсли Клэр
Уэсли Клэр Митчелл (англ. Wesley Clair Mitchell; 5 августа 1874, Рашвилл, штат Иллинойс — 29 октября 1948, Нью-Йорк) — американский экономист, представитель традиционного институционализма.
Преподавал в Колумбийском университете. Президент Эконометрического общества (1942—1943). Президент Американской экономической ассоциации в 1924 году. Награждён медалью Фрэнсиса Уокера (1947).
Пытался использовать статистический анализ для доказательства положений институционализма. Он исследовал природу экономических циклов, в 1920—1945 годах был первым директором Национального бюро экономических исследований, которое в тот период было ориентировано на сбор и классификацию фактических данных об экономических процессах, не претендуя на оценку экономической политики государства и разработку рекомендаций для него. Получили известность его работы, посвященные индексам оптовых цен.
Предложил т. н. «гарвардский  барометр», служивший для предсказания экономической конъюнктуры.

## Основные произведения
- A History of Greenbacks, 1903.
- Gold Prices and Wages Under the Greenback Standard, 1908.
- "The Backward Art of Spending Money", 1912, AER.
- Business Cycles, 1913 Digital Book Index  (англ.).
- "Review of Aftalion's Les crises  périodiques de surproduction", 1914, AER
- "Review of Davenport's Economics of Enterprise", 1914, AER
- The Making and Uses of Index Numbers, 1915.
- "Wieser's Theory of Social Economics", 1915, PSQ.
- "The Role of Money in Economic Theory", 1916, AER.
- "Review of Robertson's Study in Industrial Fluctuation", 1916, AER
- "Bentham's Felicific Calculus", 1918, PSQ.
- "Statistics and Government", 1919, JASA.
- "Review of the Review of Economic Statistics", 1919, AER
- "Prices and Reconstruction", 1920, AER
- "Making Goods and Making Money", 1923, Proceedings of AEA.
- "The Prospects of Economics", 1924, in Tugwell, editor, Trend of Economics.
- "Quantitative Analysis in Economic Theory", 1925, AER.
- Уэслей К. Митчелль Экономические циклы. Проблема и ее постановка — М.: Госиздат, 1930. (Business Cycles: The problem and its setting, 1927)
- "Postulates and Preconceptions of Ricardian Economics", 1929, in Smith and Wright, editors, Essays in Philosophy.
- "Sombart's Hochkapitalismus", 1929, QJE.
- "Institutes for Research in the Social Sciences", 1930, Proceedings of Association of American Universities.
- "The Social Sciences and National Planning", 1935, Science.
- "Commons on Institutional Economics", 1935, AER.
- "Intelligence and the Guidance of Economic Evolution", 1936, Scientific Monthly.
- "Thorstein Veblen", 1936, in What Veblen Taught.
- The Backward Art of Spending Money: and other essays, 1937.
- Measuring Business Cycles, 1946 (совместно с А. Бёрнсом).
- What Happens During Business Cycles, 1951.
- Lecture Notes on Types of Economic Theory, 2 volumes, 1967.